# Okres Curych
Okres Curych (německy Bezirk Zürich) je jedním z 12 okresů v kantonu Curych ve Švýcarsku. Od roku 1989 sestává pouze ze samotného města Curych.

## Historie
V letech 1814–1985 patřil k okresu také Zollikon a obce dnešního okresu Dietikon. V březnu 1985 předložený zákon o rozdělení okresu - vycházející z předpokladu odstranění (údajné) nadvlády venkovských obcí nad přelidněným městem - byl přijat 57,5 % hlasů. Zatímco Zollikon se následně 1. ledna 1986 přesunul do okresu Meilen, v dotčených obcích budoucího okresu Dietikon se zvedl odpor. Kvůli lidové iniciativě požadující zrušení rozdělení se v březnu 1988 konalo druhé hlasování, které bylo s 34,8 % hlasů pro jasně neúspěšné. Okres Dietikon vznikl 1. července 1989.

## Seznam obcí
| Znak       | Název obce | Počet obyvatel (31. 12. 2023) | Rozloha (km²) | Hustota zalidnění (obyv./km²) |
| ---------- | ---------- | ----------------------------- | ------------- | ----------------------------- |
| Curych     | Curych     | 433 989                       | 87,93         | 4936                          |
| Celkem (1) | Celkem (1) | 433 989                       | 87,93         | 4936                          |